# Kościół św. Mateusza Apostoła w Ostrowitem
Kościół świętego Mateusza Apostoła w Ostrowitem – rzymskokatolicki kościół parafialny należący do parafii pod tym samym wezwaniem (dekanat lipnowski diecezji włocławskiej).
Jest to świątynia wzniesiona w 2 połowie XVIII wieku. Rozbudowana została w 1813 roku. Remontowana była kilkakrotnie: w 1907, w latach 30. XX wieku, w 1967, 1977, 1985. Polichromia została wykonana w 1957 roku przez Jerzego Teodorowicza. W 2013 roku został przeprowadzony generalny remont, polegający na wymianie pokrycia dachu z blachy na gont.
Budowla jest drewniana, Wybudowana została w konstrukcji zrębowej. Świątynia jest orientowana. Jej prezbiterium jest mniejsze w stosunku do nawy, zamknięte jest trójbocznie, z boku jest umieszczona zakrystia. Od frontu znajduje się kruchta z nadbudowaną wieżą. Wieżę zwieńcza kulisty blaszany dach hełmowy. Wejście główne jest osłonięte daszkiem podpartym dwoma słupami. Świątynię nakrywa dach dwukalenicowy, pokryty gontem. Wnętrze kościoła jest obite boazerią. Wnętrze budowli nakrywa strop płaski z fasetą. Chór muzyczny jest umieszczony nad kruchtą i charakteryzuje się parapetem o prostej linii i balustradą tralkową. Podłoga została wykonana z drewna. Belka tęczowa jest ozdobiona krucyfiksem. Wyposażenie oryginalne nie zachowało się do dziś. Ołtarz główny w stylu neogotyckim i dwa ołtarze boczne pochodzą z połowy XIX wieku. Stacje Drogi Krzyżowej wyrzeźbione zostały na przełomie lat 80. i 90. XX wieku.